# Sigismond Blednicki
Sigismond Blednicki (Wąbrzeźno, 16 octobre 1920 - Villespassans, 9 janvier 1995) est un militaire français, Compagnon de la Libération. Polonais naturalisé français, il s'engage dans l'armée française puis, en 1940, décide de se rallier à la France libre. Participant aux combats du Moyen-Orient et d'Afrique du nord puis à la libération de la France, il est après la guerre fonctionnaire de l’Unesco.

## Biographie

### Jeunesse et engagement
Sigismond Blednicki naît le 16 octobre 1920 à Wąbrzeźno en Pologne au sein d'une famille de mineurs, métier qu'il commencera à exercer après ses études. Venu travailler dans les bassins houillers du nord de la France avec d'autres mineurs polonais, il est naturalisé français en 1937 puis s'engage en 1938 au Régiment d'infanterie chars de marine.

### Seconde Guerre mondiale
Muté au 24e régiment d'infanterie coloniale, il est basé au Liban en 1940 lorsqu'il entend l'appel du général de Gaulle. Il décide alors de poursuivre la lutte et s'engage dans les forces françaises libres en juillet 1940,. Dans les rangs du 1er escadron de spahis marocains commandés par le capitaine Jourdier, il participe à la campagne d'Érythrée où il se distingue le 18 janvier 1941 en faisant fuir avec son fusil-mitrailleur un groupe d'ennemis qui menaçait son unité. Il prend ensuite part à la campagne de Syrie et à la seconde bataille d'El Alamein où il s'illustre à nouveau en détruisant un blindé ennemi. Au sein de la "Colonne volante" formée par les spahis et la 1re compagnie autonome de chars de combat, il est ensuite engagé dans la campagne de Tunisie.
Avec le 1er régiment de marche de spahis marocain subordonné à la 2e division blindée, il participe à la libération de la France où il s'illustre plusieurs fois. Le 2 octobre à Anglemont, il stoppe l'attaque d'une unité allemande supérieure en nombre et parvient à dégager son peloton dont il a pris le commandement à la suite de la mise hors de combat du chef de peloton et de son adjoint. Il fait à cette occasion plus de vingt prisonniers allemands. Promu adjudant, Sigismond Blednicki est démobilisé en juin 1945.

### Après-guerre
Après la guerre, il travaille à Paris en tant que fonctionnaire de l'UNESCO et prend sa retraite en 1980.
Sigismond Blednicki meurt le 9 janvier 1995 à Villespassans où il est inhumé.

## Décorations
- Chevalier de la Légion d'honneur
- Croix de guerre 1939–1945
- Compagnon de la Libération[6]
- Médaille coloniale
- Médaille militaire
- Médaille commémorative de Syrie-Cilicie